# Sharperton
Sharperton är en ort i civil parish Harbottle, i grevskapet Northumberland i England. Orten är belägen 10 km från Rothbury. Sharperton var en civil parish 1866–1955 när det uppgick i Harbottle. Civil parish hade 36 invånare år 1951.